# Łaźno (Chwałowice)
Łaźno – przysiółek wsi Chwałowice w Polsce, położony w województwie dolnośląskim, w powiecie oławskim, w gminie Jelcz-Laskowice. Wchodzi w skład sołectwa Chwałowice.
W latach 1975–1998 przysiółek administracyjnie należał do ówczesnego województwa wrocławskiego.